# 葉鱗刺鯊
葉鱗刺鯊（學名：Centrophorus squamosus），又名葉鱗尖鰭鮫，是軟骨魚綱板鰓亞綱角鯊目刺鯊科刺鯊屬下的一種鯊魚。

## 身體特徵
葉鱗刺鯊沒有臀鰭，兩條背鰭都有鰭棘，第一背鰭相對地低及長，眼睛很大及有像樹葉般的小齒。牠們最長可達1.58米。

## 分佈
葉鱗刺鯊分佈在從冰島至好望角的東大西洋大陸坡，近亞達伯拉的西印度洋及近日本本州、菲律賓、澳洲東南部及新西蘭的西太平洋。

## 習性及棲息地
葉鱗刺鯊生活在近海底的地方，介乎水深230至2,360米，但經常深於1,000米。牠們亦會在遠洋的較深地方出沒。牠們可能是以魚類及頭足類為食物。
牠們是卵胎生的，每胎最多5條幼鯊。
牠們的肉可以煮熟或鹽腌來吃，或作為漁餌。